# یونس چنگیزی
یونس چنگیزی (انگلیسی: Younus Changezi؛ زادهٔ ۴ نوامبر ۱۹۴۴) بازیکن فوتبال اهل پاکستان بود.
وی همچنین در تیم ملی فوتبال پاکستان بازی کرده است.